# Brachystelma
Brachystelma ist eine Pflanzengattung, die zur Unterfamilie der Seidenpflanzengewächse (Asclepiadoideae) innerhalb der Familie der Hundsgiftgewächse (Apocynaceae) gehört. Brachystelma ist nach der Gattung Ceropegia die artenreichste Gattung innerhalb der Tribus Ceropegiae. Der Gattungsname ist aus dem griechischen brachys für kurz und stelma für Krone, Girlande, Kranz abgeleitet und deutet auf die Ausbildung einer Nebenkrone hin.

## Beschreibung

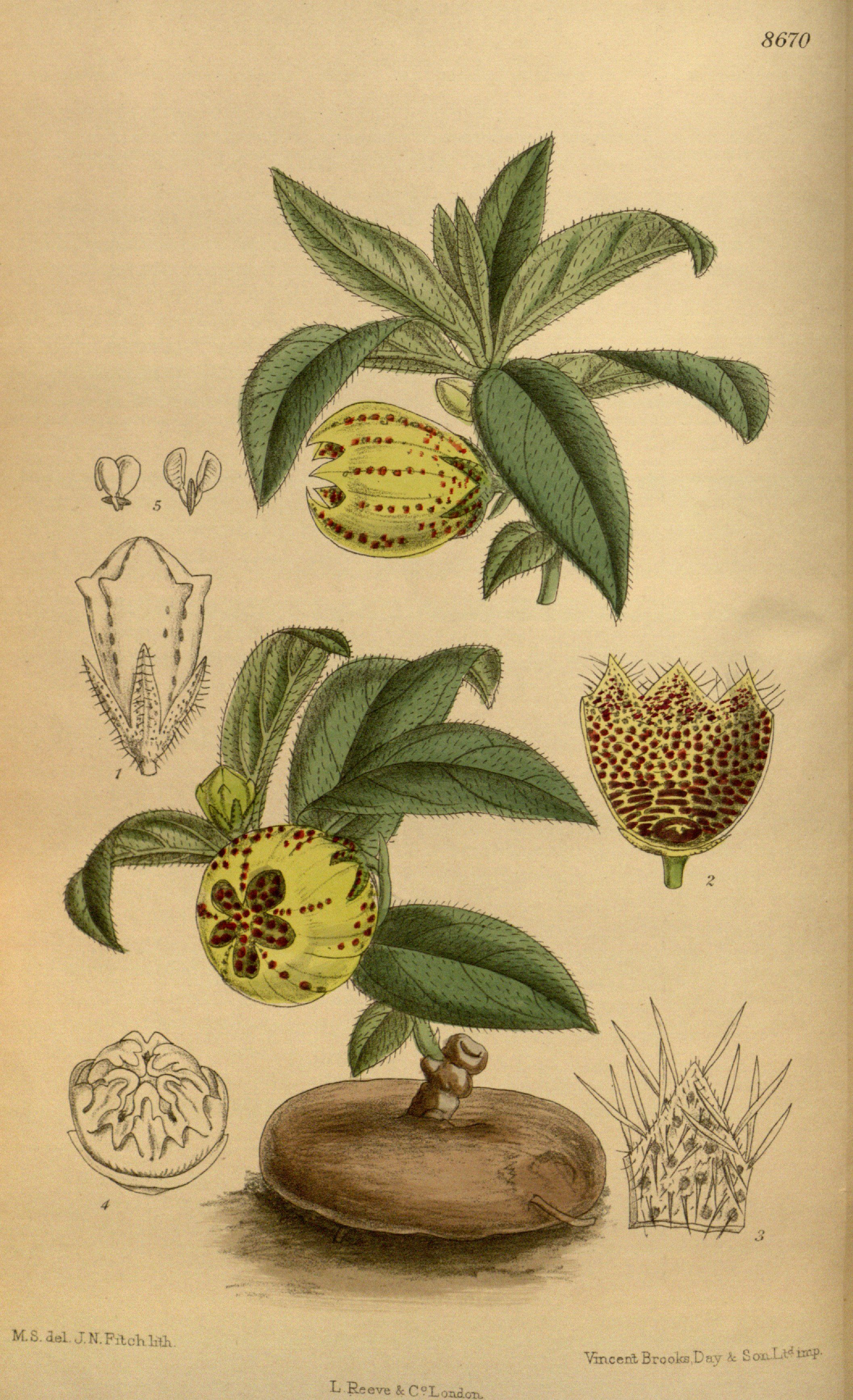
Illustration von Brachystelma oianthum

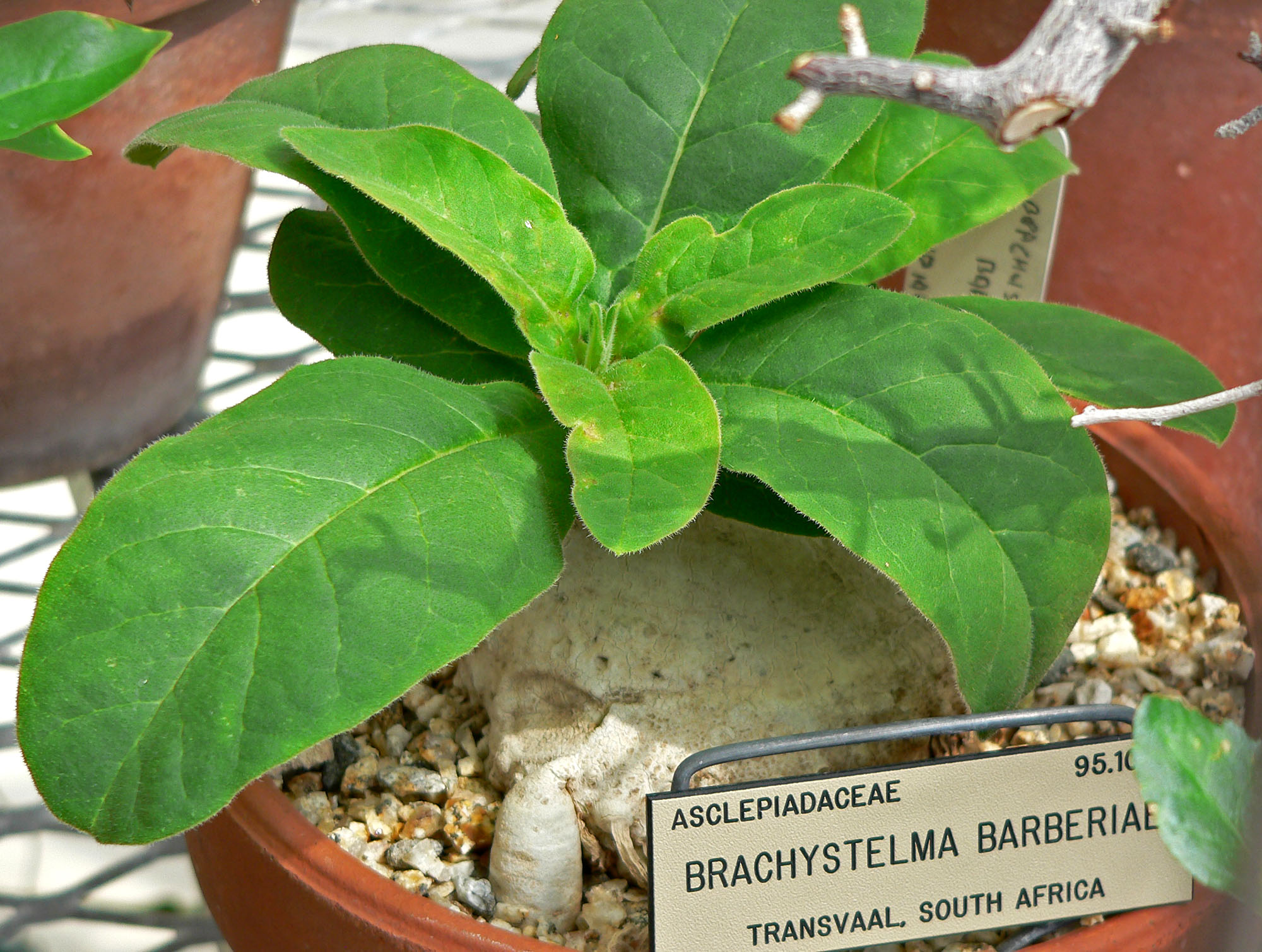
Habitus und Laubblätter von Brachystelma barberae

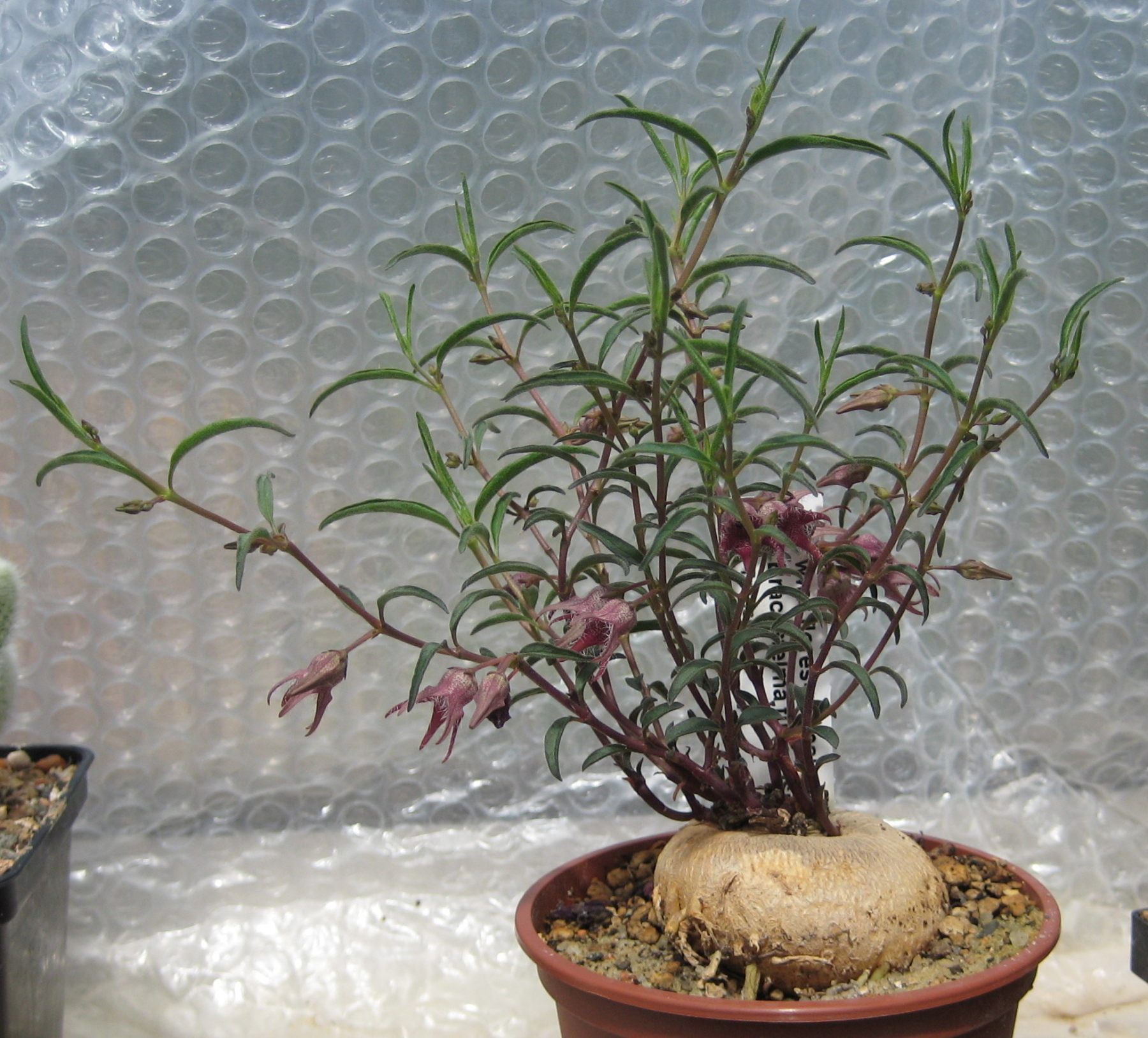
Habitus, Laubblätter und Blüten von Brachystelma tuberosum

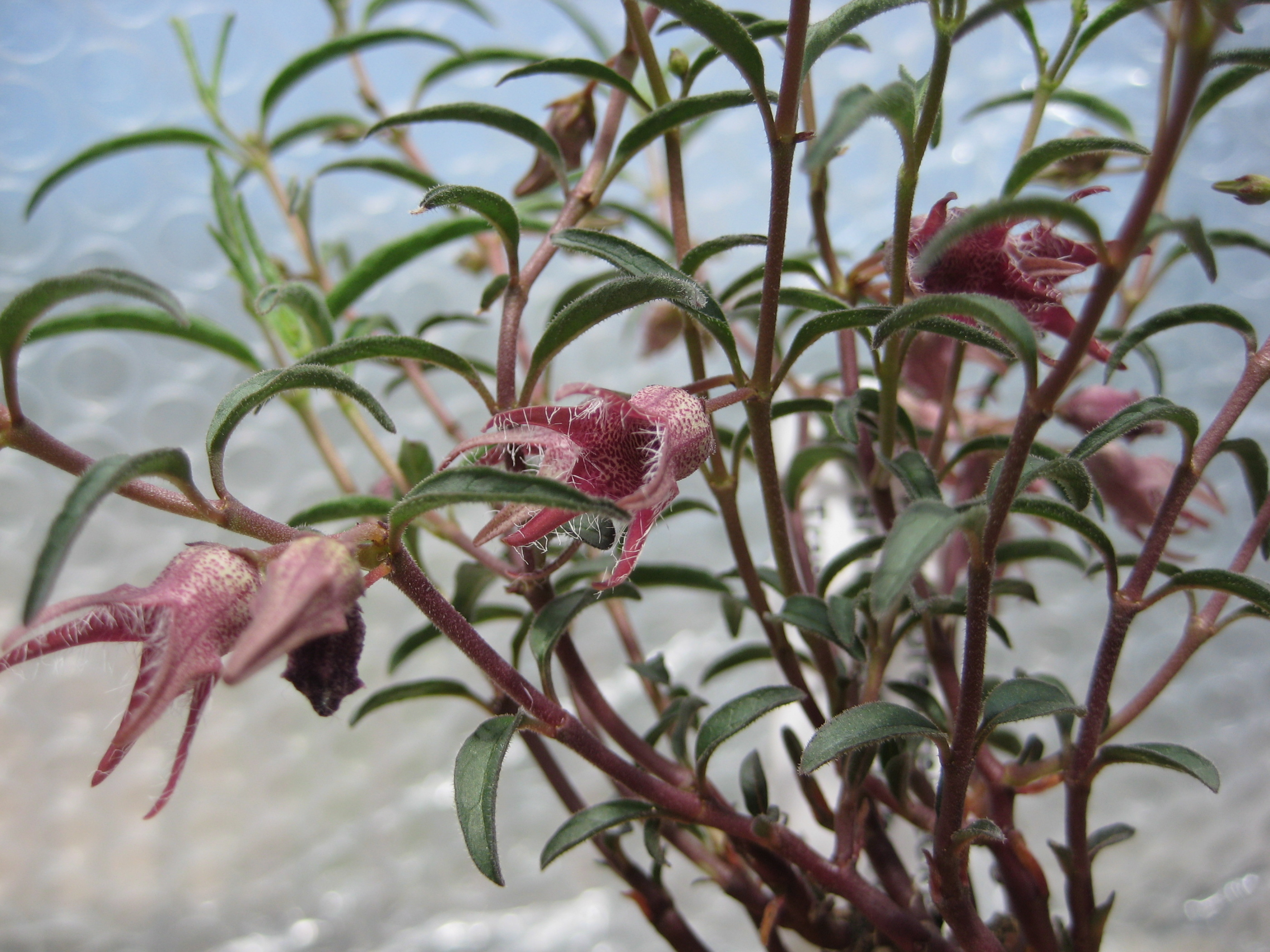
Blüten von Brachystelma tuberosum

### Erscheinungsbild und Blätter
Bei den Brachystelma-Arten handelt es sich um sommergrüne, wurzelsukkulente, ausdauernde krautige Pflanzen. Diese Geophyten zeichnen sich durch den Besitz kleiner oder größerer unterirdischer Hypocotyl- oder Wurzelknollen oder auch spindligen, fleischig verdickten Wurzeln aus. Die weiß- oder gelbfleischigen Knollen sind bei manchen Arten essbar. Aus dem meist etwas vertieften Scheitel dieser Knollen entspringen in der Vegetationszeit einer bis mehrere 2 bis 100 cm lange, meist einjährige Triebe. Die winzigen bis großen Laubblätter können gestielt oder ungestielt sein. Die Blattspreiten sind linealisch bis eiförmig und ganzrandig. Selten werden (sub-)sukkulente Blätter gebildet. Meist sind auch Nebenblattrudimente vorhanden.

### Blütenstände und Blüten
End- oder seitenständig werden über einem kurzen, meist aber ohne Blütenstandsschaft die scheindoldigen Blütenstände gebildet, die eine bis viele Blüten enthalten. Die Blüten öffnen sich oft in Paaren oder einzeln nacheinander. Die Blütenstiele sind 3 bis 50 mm lang.
Die zwittrigen Blüten sind radiärsymmetrisch und fünfzählig. Die fünf Kelchblätter sind eiförmig-lanzettlich bis pfriemlich. Die Blütenkronen weisen einen Durchmesser von 5 bis 60 mm auf und variieren in der Form von flach, glockig bis bechrig. Die fünf Kronzipfel sind meist flach radförmig ausgebreitet, selten nach hinten zurückgeschlagen. Bei manchen Arten stehen die Kronzipfel auch aufrecht oder sind an den Spitzen verbunden und bilden eine ballonartige Struktur. Die sitzende oder gestielte Nebenkrone kann zweireihig oder einreihig sein. Die staminalen Nebenkronzipfel sind meist rechteckig und liegen den Staubbeuteln auf. Die interstaminalen Nebenkronzipfel sind an der Basis bechrig oder schalenförmig, am oberen Ende in fünf Zipfel geteilt. Die behaarten Zipfel sind meist zweigeteilt, selten auch fast rückgebildet. Die an ihrer Basis zu einer kurzen Röhre verwachsenen Staubfäden sind rechteckig und liegen dem Griffelkopf auf, selten stehen sie aufrecht. Die annähernd quadratischen Pollinien sind ei- oder birnenförmig.

### Früchte und Samen
Es werden ein oder zwei Balgfrüchte pro Blüte gebildet. Werden zwei Früchte gebildet können sie quasi gegenständig sein oder auch annähernd parallel zueinander verlaufen. Sie sind spindelförmig, je nach Art zwischen 30 und 200 mm lang. Das Ende ist meist gespitzt oder auch geschnäbelt. Die Oberfläche ist unbehaart und im Wesentlichen glatt oder auch mit Längsfurchen versehen. Das Perikarp ist dünn, papierartig bis dickfleischig. Die Einzelfrucht enthält etwa 10 bis 20 Samen. Die schwarzen bis braunen Samen besitzen deutliche seitliche Flügel. Der weiße oder cremefarbene Haarschopf ist 15 bis 15 mm lang.

## Synökologie
Die Blüten der Brachystelma-Arten verströmen oft einen aasartigen Geruch (Aasblumen) um Schmeißfliegen anzulocken, die die Blüten bestäuben.

## Vorkommen
Die Brachystelma-Arten wachsen hauptsächlich in afrikanischen Trockengebieten. Sie fehlen aber in Madagaskar, Nordafrika und in Arabien komplett. Einige Arten wurden auch in Indien und Sri Lanka sowie in Ostasien gefunden. Eine einzige Art wächst in Papua-Neuguinea und Nordaustralien.

## Systematik
Die Gattung Brachystelma wurde 1822 durch John Sims in Botanical Magazine, Volume 49, Tafel 2343 mit der Typusart Brachystelma tuberosa, deren Basionym Stapelia tuberosa Meerb. ist, aufgestellt.
Für Brachystelma R.Br. existieren eine Vielzahl von Synonymen, welche in der Eingliederung verschiedener anderer Gattungen begründet sind; Synonyme sind: Aulostephanus Schltr., Blepharanthera Schltr., Brachystelmaria Schltr., Craterostemma K.Schum., Decaceras Harv., Dichaelia Harv., Eriopetalum Wight, Kinepetalum Schltr., Lasiostelma Benth., Macropetalum Burchell ex Decaisne, Micraster Harv., Microstemma R.Br., Siphonostelma Schltr., Tapeinostelma Schltr., Tenaris E.Meyer.
Es gibt etwa 100 bis 120 Arten in der Gattung Brachystelma. Bisher existiert keine Revision für die vollständige Gattung Brachystelma. Patrick Siro Masinde erstellte 2007 nur eine Revision der ostafrikanischen Taxa. Eine grobe Einteilung der Arten wird durch Ulrich Meve im Sukkulentenlexikon anhand der Form der Wurzelsukkulenz vorgenommen. Es wird nach fleischigen, zylindrisch bis spindeligen Wurzeln (1) und nach knolligen Wurzeln (2) unterschieden. Die Zusammenstellung der Arten folgt der Brachystelma Checklist mit einigen wenigen Ergänzungen (seither neu beschriebene Arten).
| Art                                                                                               | Herkunft                                                                | Wurzel | Bemerkungen                                                                                 |
| ------------------------------------------------------------------------------------------------- | ----------------------------------------------------------------------- | ------ | ------------------------------------------------------------------------------------------- |
| Brachystelma albipilosum A.Percy-Lancester                                                        | Simbabwe                                                                | (2)    |                                                                                             |
| Brachystelma alpinum R.A.Dyer                                                                     | Lesotho                                                                 | (2)    |                                                                                             |
| Brachystelma arachnoideum Masinde                                                                 | Tansania, Malawi, Sambia, Mosambik                                      | (2)    |                                                                                             |
| Brachystelma arenarium S.Moore                                                                    | Angola                                                                  | (2)    |                                                                                             |
| Brachystelma arnotii Baker                                                                        | Botswana, Namibia, Südafrika                                            | (2)    |                                                                                             |
| Brachystelma attenuatum R.A.Dyer                                                                  | Indien                                                                  | (2)    |                                                                                             |
| Brachystelma australe (Wight) Hook. f.                                                            | Südafrika                                                               | (2)    |                                                                                             |
| Brachystelma barberiae Harv. ex Hook. f.                                                          | Botswana, Simbabwe, Südafrika                                           | (2)    | Knolle 7 bis 20 cm Durchmesser                                                              |
| Brachystelma bikitaense Peckover                                                                  | Simbabwe                                                                | (2)    |                                                                                             |
| Brachystelma blepharanthera H.Huber                                                               | Namibia                                                                 | (2)    |                                                                                             |
| Brachystelma bracteolatum Meve                                                                    | Nigeria                                                                 | (2)    |                                                                                             |
| Brachystelma brevipedicellatum Turrill                                                            | Südafrika                                                               | (2)    |                                                                                             |
| Brachystelma brevitubulatum (Bedd.) Gamble                                                        | Indien                                                                  | (2)    |                                                                                             |
| Brachystelma brownianum (S.Moore) Meve                                                            | Angola                                                                  | (1)    |                                                                                             |
| Brachystelma bruceae R.A.Dyer                                                                     | Südafrika                                                               | (2)    |                                                                                             |
| Brachystelma buchananii N.E.Br.                                                                   | Kongo, Malawi, Tansania, Sambia und Simbabwe                            | (2)    |                                                                                             |
| Brachystelma burchellii (Decne.) Peckover                                                         | Botswana, Südafrika                                                     | (2)    |                                                                                             |
| Brachystelma caffrum (Schltr.) N.E.Br.                                                            | Südafrika                                                               | (2)    | riecht intensiv nach Mottenkugeln                                                           |
| Brachystelma campanulatum N.E.Br.                                                                 | Südafrika                                                               | (2)    |                                                                                             |
| Brachystelma canum R.A.Dyer                                                                       | Südafrika                                                               | (2)    |                                                                                             |
| Brachystelma cathcartense R.A.Dyer                                                                | Südafrika                                                               | (2)    | Knolle 4 bis 5 cm Durchmesser                                                               |
| Brachystelma chloranthum (Schlechter) Peckover                                                    | Südafrika                                                               | (2)    |                                                                                             |
| Brachystelma chlorozonum E.A.Bruce                                                                | Südafrika                                                               | (2)    |                                                                                             |
| Brachystelma christianeae Peckover                                                                | Südafrika                                                               | (2)    |                                                                                             |
| Brachystelma circinatum E.Mey.                                                                    | Namibia, Botswana, Südafrika                                            | (2)    |                                                                                             |
| Brachystelma coddii R.A.Dyer                                                                      | Südafrika, Eswatini, Tansania                                           | (2)    |                                                                                             |
| Brachystelma codonanthum Bruyns                                                                   | Namibia                                                                 | (2)    |                                                                                             |
| Brachystelma comptum N.E.Br.                                                                      | Südafrika                                                               | (1)    |                                                                                             |
| Brachystelma cummingii A.P.Dold                                                                   | Südafrika                                                               | (2)    |                                                                                             |
| Brachystelma cupulatum R.A.Dyer                                                                   | Namibia, Botswana, Südafrika                                            | (2)    | Knolle bis 6 cm Durchmesser                                                                 |
| Brachystelma decipiens N.E.Br.                                                                    | Südafrika, Eswatini                                                     | (2)    |                                                                                             |
| Brachystelma delicatum R.A.Dyer                                                                   | Südafrika                                                               | (2)    |                                                                                             |
| Brachystelma dimorphum R.A.Dyer                                                                   | Südafrika                                                               | (2)    |                                                                                             |
| Brachystelma dinteri Schltr.                                                                      | Simbabwe                                                                | (2)    | Knolle 3 bis 5 cm Durchmesser                                                               |
| Brachystelma discoideum R.A.Dyer                                                                  | Südafrika, Simbabwe                                                     | (2)    |                                                                                             |
| Brachystelma duplicatum N.E.Br.                                                                   | Südafrika                                                               | (2)    |                                                                                             |
| Brachystelma edule Collett & Hemsl.                                                               | Indien, Myanmar, Volksrepublik China                                    | (2)    | Knolle 1,5 bis 2,5 cm Durchmesser                                                           |
| Brachystelma elegantulum S.Moore                                                                  | Angola                                                                  | (?)    |                                                                                             |
| Brachystelma elongatum (Schltr.) N.E.Br.                                                          | Südafrika                                                               | (2)    |                                                                                             |
| Brachystelma exile Bullock                                                                        | Kamerun, Nigeria                                                        | (2)    |                                                                                             |
| Brachystelma festucifolium E.A.Bruce                                                              | Tansania                                                                | (?)    |                                                                                             |
| Brachystelma filifolium (Schltr.) Peckover                                                        | Südafrika, Eswatini                                                     | (2)    | Knolle 3 bis 4 cm Durchmesser                                                               |
| Brachystelma floribundum Turrill                                                                  | Simbabwe, Mosambik                                                      | (2)    | Knolle bis 15 cm Durchmesser                                                                |
| Brachystelma foetidum Schltr.                                                                     | Südafrika                                                               | (2)    | Knolle bis 15 cm Durchmesser                                                                |
| Brachystelma franksiae N.E.Br.                                                                    | Südafrika                                                               | (1)    | mit B. macropetalum verwandt                                                                |
| Brachystelma furcatum Boele                                                                       | Simbabwe                                                                | (2)    |                                                                                             |
| Brachystelma gerrardii Harv.                                                                      | Südafrika, Eswatini                                                     | (2)    |                                                                                             |
| Brachystelma glabrifolium (F.A.Müller) Schltr.                                                    | Australien, Indonesien, Myanmar, Papua-Neuguinea, Philippinen, Thailand | (2)    |                                                                                             |
| Brachystelma glabrum Hook. f.                                                                     | Indien                                                                  | (2?)   |                                                                                             |
| Brachystelma glenense R.A.Dyer                                                                    | Südafrika                                                               | (2)    | fragliche Art, wahrscheinlich konspezifisch mit Brachystelma tuberosum                      |
| Brachystelma gracile E.A.Bruce                                                                    | Simbabwe                                                                | (2)    | Knolle 4 bis 12 cm Durchmesser                                                              |
| Brachystelma gracillimum R.A.Dyer                                                                 | Südafrika                                                               | (2)    |                                                                                             |
| Brachystelma gymnopodium (Schltr.) Bruyns                                                         | Angola, Namibia, Botswana, Simbabwe, Südafrika                          | (2)    |                                                                                             |
| Brachystelma hirtellum Weim.                                                                      | Simbabwe, Südafrika                                                     | (2)    |                                                                                             |
| Brachystelma huttonii (Harv.) N.E.Br.                                                             | Südafrika                                                               | (2)    | Knolle bis 5 cm Durchmesser                                                                 |
| Brachystelma incanum R.A.Dyer                                                                     | Simbabwe, Südafrika                                                     | (2)    |                                                                                             |
| Brachystelma johnstonii N.E.Br.                                                                   | Uganda, Kenia, Tansania, Mali, Senegal                                  | (2)    |                                                                                             |
| Brachystelma keniense Schweinf.                                                                   | Kenia                                                                   | (2)    |                                                                                             |
| Brachystelma kerrii Craib                                                                         | Südchina, Thailand, Vietnam                                             | (2)    |                                                                                             |
| Brachystelma kerzneri Peckover                                                                    | Südafrika                                                               | (2)    | Knolle 5 bis 7 cm Durchmesser                                                               |
| Brachystelma kolarense Arekal & Ramakrishna                                                       | Indien                                                                  | (2)    |                                                                                             |
| Brachystelma laevigatum (Buch.-Ham. ex Wight) Hook.f.                                             | Indien                                                                  | (2)    |                                                                                             |
| Brachystelma lancasteri Boele                                                                     | Simbabwe                                                                | (2)    |                                                                                             |
| Brachystelma lankanum Dassan. & Jayas.                                                            | Sri Lanka                                                               | (2)    |                                                                                             |
| Brachystelma letestui Pellegr.                                                                    | Gabun                                                                   | (2)    | kaum von Brachystelma johnstonii zu unterscheiden;                                          |
| Brachystelma lineare A.Rich.                                                                      | Äthiopien, Ghana, Nigeria, Sudan                                        | (2)    | Knolle 4 bis 12 cm Durchmesser                                                              |
| Brachystelma longifolium (Schltr.) N.E.Br.                                                        | Südafrika                                                               | (?)    | wenig bekannte Art                                                                          |
| Brachystelma macropetalum (Schltr.) N.E.Br.                                                       | Südafrika                                                               | (1)    |                                                                                             |
| Brachystelma maculatum Hook. f.                                                                   | Indien                                                                  | (2)    |                                                                                             |
| Brachystelma mafekingense N.E.Br.                                                                 | Namibia, Südafrika                                                      | (2)    |                                                                                             |
| Brachystelma maritae Peckover                                                                     | Tansania                                                                | (2)    | Knolle bis 10 cm Durchmesser                                                                |
| Brachystelma megasepalum Peckover                                                                 | Sambia, Tansania                                                        | (2)    |                                                                                             |
| Brachystelma meyerianum Schltr.                                                                   | Südafrika                                                               | (2)    | Knolle 4 bis 6 cm Durchmesser                                                               |
| Brachystelma micranthum E.Mey.                                                                    | Südafrika                                                               | (?)    | Typ nicht lokalisiert, vermutlich ein Synonym von oder nahe verwandt mit Brachystelma nanum |
| Brachystelma minimum R.A.Dyer                                                                     | Südafrika                                                               | (2)    | Knolle bis 3,5 cm Durchmesser                                                               |
| Brachystelma minor E.A.Bruce                                                                      | Südafrika                                                               | (2)    |                                                                                             |
| Brachystelma modestum R.A.Dyer                                                                    | Südafrika                                                               | (2)    | Knolle 2 bis 3 cm Durchmesser                                                               |
| Brachystelma molaventi Peckover                                                                   | Südafrika                                                               | (2)    |                                                                                             |
| Brachystelma montanum R.A.Dyer                                                                    | Südafrika                                                               | (2)    | Knolle 2 bis 5 cm Durchmesser                                                               |
| Brachystelma mortonii C.C.Walker                                                                  | Ghana, Elfenbeinküste, Zentralafrikanische Republik                     | (2)    |                                                                                             |
| Brachystelma nanum (Schltr.) N.E.Br.                                                              | Südafrika                                                               | (2)    | Knolle 2 bis 5 cm Durchmesser                                                               |
| Brachystelma natalense (Schltr.) N.E.Br.                                                          | Südafrika                                                               | (1)    |                                                                                             |
| Brachystelma nepalense (Radcl.-Sm.) Meve                                                          | Nepal                                                                   | (1,2)  |                                                                                             |
| Brachystelma ngomense R.A.Dyer                                                                    | Südafrika                                                               | (2)    |                                                                                             |
| Brachystelma nutans Bruyns<                                                                       | Mosambik                                                                | (?)    |                                                                                             |
| Brachystelma occidentale Schltr.                                                                  | Südafrika                                                               | (2)    |                                                                                             |
| Brachystelma oianthum Schltr.                                                                     | Südafrika                                                               | (2)    |                                                                                             |
| Brachystelma omissum Bullock                                                                      | Kamerun                                                                 | (2?)   |                                                                                             |
| Brachystelma pachypodium R.A.Dyer                                                                 | Südafrika                                                               | (2)    |                                                                                             |
| Brachystelma parviflorum (Wight) Hook. f.                                                         | Indien                                                                  | (2?)   |                                                                                             |
| Brachystelma parvulum R.A.Dyer                                                                    | Südafrika                                                               | (2)    |                                                                                             |
| Brachystelma pauciflorum Duthie                                                                   | Indien                                                                  | (2)    |                                                                                             |
| Brachystelma perditum R.A.Dyer                                                                    | Südafrika, Lesotho                                                      | (2)    |                                                                                             |
| Brachystelma petraeum R.A.Dyer                                                                    | Südafrika                                                               | (2)    |                                                                                             |
| Brachystelma plocamoides Oliv.                                                                    | Tansania, Malawi, Sambia, Simbabwe                                      | (2)    |                                                                                             |
| Brachystelma praelongum S.Moore                                                                   | Südafrika                                                               | (2)    |                                                                                             |
| Brachystelma prostratum E.A.Bruce                                                                 | Sambia                                                                  | (2)    |                                                                                             |
| Brachystelma pruinosum Bruyns                                                                     | Angola, Namibia                                                         | (2)    |                                                                                             |
| Brachystelma pullaiahi Ravi Prasad Rao, Prasad, Sadasivaiah, Khadar Basha, Suresh Babu & Prasanna | Indien                                                                  | (2)    |                                                                                             |
| Brachystelma pulchellum (Harv.) Schltr.                                                           | Südafrika                                                               | (2)    | Knolle bis 5 cm Durchmesser                                                                 |
| Brachystelma punctatum Boele                                                                      | Simbabwe                                                                | (2)    |                                                                                             |
| Brachystelma pygmaeum (Schltr.) N.E.Br.                                                           | Mosambik, Simbabwe, Südafrika                                           | (2)    | Knolle 4 bis 10 cm Durchmesser                                                              |
| Brachystelma ramosissimum (Schltr.) N.E.Brown                                                     | Südafrika                                                               | (1)    |                                                                                             |
| Brachystelma recurvatum Bruyns                                                                    | Namibia                                                                 | (2)    |                                                                                             |
| Brachystelma remotum R.A.Dyer                                                                     | Südafrika                                                               | (2)    | Knolle 2,5 bis 4 cm Durchmesser                                                             |
| Brachystelma richardsii Peckover                                                                  | Simbabwe, Tansania?                                                     | (2)    |                                                                                             |
| Brachystelma rubellum (E.Mey.) Peckover                                                           | Kenia, Tansania, Uganda, Südafrika                                      | (2)    | Knolle 3 bis 5 cm Durchmesser                                                               |
| Brachystelma sandersonii (Oliv.) N.E.Br.                                                          | Südafrika                                                               | (1)    |                                                                                             |
| Brachystelma schinzii K.Schum.) N.E.Br. (Karl Moritz Schumann                                     | Namibia                                                                 | (2)    |                                                                                             |
| Brachystelma schizoglossoides (Schltr.) N.E.Br.                                                   | Südafrika                                                               | (1)    |                                                                                             |
| Brachystelma schoenlandianum Schltr.                                                              | Südafrika                                                               | (?)    | wenig bekannte Art                                                                          |
| Brachystelma schultzei (Schltr.) Bruyns                                                           | Namibia                                                                 | (2)    |                                                                                             |
| Brachystelma setosum Peckover                                                                     | Südafrika                                                               | (2)    |                                                                                             |
| Brachystelma simplex Schltr.                                                                      | Burkina Faso, Elfenbeinküste, Mosambik, Nigeria, Sambia                 | (2)    |                                                                                             |
| Brachystelma stellatum E.A.Bruce & R.A.Dyer                                                       | Südafrika                                                               | (2)    | Knolle 2 bis 5 cm Durchmesser                                                               |
| Brachystelma stenophyllum (Schltr.) R.A.Dyer                                                      | Namibia, Südafrika                                                      | (2)    | Knolle 3 bis 6 cm Durchmesser                                                               |
| Brachystelma swarupa Kishore & Goyder<                                                            | Indien                                                                  | (2)    |                                                                                             |
| Brachystelma swazicum R.A.Dyer                                                                    | Südafrika, Eswatini                                                     | (2)    |                                                                                             |
| Brachystelma tabularium R.A.Dyer                                                                  | Südafrika                                                               | (?)    | Wurzel unbekannt                                                                            |
| Brachystelma tavalla K.Schum.                                                                     | Simbabwe, Tansania                                                      | (2)    |                                                                                             |
| Brachystelma tenellum R.A.Dyer                                                                    | Südafrika                                                               | (2)    |                                                                                             |
| Brachystelma tenue R.A.Dyer                                                                       | Südafrika                                                               | (2)    | Knolle 2,5 bis 5 cm Durchmesser                                                             |
| Brachystelma tenuissimum Bruyns                                                                   | Tansania, Sambia                                                        | (1)    |                                                                                             |
| Brachystelma theronii Bruyns                                                                      | Südafrika                                                               | (2)    |                                                                                             |
| Brachystelma togoense Schltr.                                                                     | Benin, Kamerun, Elfenbeinküste, Ghana, Nigeria, Sambia                  | (2)    | Knolle 5 bis 15 cm Durchmesser                                                              |
| Brachystelma tuberosum (Meerb.) R.Br.                                                             | Südafrika                                                               | (2)    | Knolle 6 bis 15 cm Durchmesser                                                              |
| Brachystelma vahrmeijeri R.A.Dyer                                                                 | Südafrika                                                               | (2)    | Knolle 5 bis 10 cm Durchmesser                                                              |
| Brachystelma villosum (Schltr.) N.E.Br.                                                           | Südafrika, Eswatini                                                     | (2)    |                                                                                             |
| Brachystelma volubile Hook. f.                                                                    | Indien                                                                  | (?)    |                                                                                             |

### Online
- S. Liede-Schumann, & U. Meve, 2006: The Genera of Asclepiadoideae, Secamonoideae and Periplocoideae (Apocynaceae) Descriptions, Illustrations, Identification, and Information Retrieval. Version: 21st September 2000